# 渡辺かおり
渡辺 かおり（わたなべ かおり、- ）は、日本の童謡歌手。

## 来歴・人物
- 声楽を加賀清孝、白川佳子、吉池道子に師事。
- 在学中にワンツー・どんの歌のお姉さんを2年努める。
- 一方で各地でコンサートをおこなっている。
- 童謡･唱歌などのレコーディングも行っており、みんなの童謡･おはなしの旅･おかあさんといっしょなどのファミリーコンサートに多数出演している。NHK関連イベントではうたのおねえさんを務める。
- 好きな色はピンク、白、水色、好きな花はすずらん

## 表彰
- ディズニービデオ、『バンビ2 森のプリンス』の挿入歌『First Sign of Spring(春のはじまり)』歌唱 - 第36回日本童謡賞・特別賞受賞[1]

## 作品

### 童謡ソロアルバム
- 1st「いつまでも」
- 2nd「ありがとう」
- 3rd「あじさい」
- 4th「奇跡」

## 社会活動
- NHK文化センター青山教室講師
- 十文字学園女子大学非常勤講